# Ладыгин, Антон Сергеевич
Анто́н Серге́евич Лады́гин (родился 26 августа 1989 года в Свердловске, СССР) — российский автогонщик, мастер спорта, победитель Европейской серии Ле-Ман в классе GTC (2014).

## Гоночная карьера
Антон Ладыгин начал свою гоночную карьеру в соревнованиях по картингу.
В 2012 году он заменил брата в гонке Lada Granta Cup, где вместе с Владимиром Николаевым смог завоевать 5-е место.
С 2013 году участвует в Европейской серии Ле-Ман и Blancpain Endurance Series.
В 2014 году дебютировал в чемпионате мира по автогонкам на выносливость и 24 часах Ле-Мана. В Ле-Мане из-за серьёзных технических проблем Антон Ладыгин вместе с Сергеем Злобиным и Микой Сало финишировал предпоследним в общем зачёте и последним в своём классе, но был объявлен победителем третьего этапа, так как остальные 3 участника чемпионата мира в классе LMP2 сошли с дистанции.

## Личная жизнь
Жена Мария, дочери Варвара, Елизавета.

## Гоночная карьера
| Легенда к таблице |                                                                    |
| --- | ------------------------------------------------------------------ |
| В таблице перечислены результаты всех гонок, в которых принимал участие гонщик. Строками таблицы являются сезоны, столбцами — этапы соревнований. В каждой клетке указаны сокращённое название этапа и результат, дополнительно обозначенный цветом. Расшифровка обозначений и цветов представлена в нижеследующей таблице. |                                                                    |
| \| Пример \| Описание \| \| ------------ \| ------------------------------------------------------------------ \| \| 1 \| Победитель \| \| 2 \| Второе место \| \| 3 \| Третье место \| \| 5 \| Финишировал, заработав очки \| \| Сход \| Не финишировал, но при этом заработал очки \| \| 12 \| Финишировал, не получив очков \| \| НКЛ \| Финишировал, но не попал в финальную классификацию \| \| 15 \| Участвовал вне зачёта, либо по отдельной классификации \| \| 18 \| Не финишировал, но попал в финальную классификацию \| \| Сход \| Не финишировал \| \| НКВ \| Не прошёл квалификацию \| \| НПКВ \| Не прошёл предквалификацию \| \| ДСК \| Дисквалифицирован \| \| ИСК \| Исключён из протокола соревнований \| \| ТТ \| Заявлен для участия только в тренировках \| \| НС \| Участвовал в квалификации, но не стартовал в гонке \| \| Т \| Травмирован или болен \| \| ОТК \| Отказ от участия \| \| НТР \| Прибыл на соревнования, но на трассу не выезжал \| \| НПР \| Был заявлен в числе участников, но не прибыл к началу соревнований \| \| О \| Соревнования отменены \| \| \| Не участвовал \| \| Поул-позиция \| \| \| Быстрый круг \| \| |                                                                    |
| Пример | Описание                                                           |
| 1 | Победитель                                                         |
| 2 | Второе место                                                       |
| 3 | Третье место                                                       |
| 5 | Финишировал, заработав очки                                        |
| Сход | Не финишировал, но при этом заработал очки                         |
| 12 | Финишировал, не получив очков                                      |
| НКЛ | Финишировал, но не попал в финальную классификацию                 |
| 15 | Участвовал вне зачёта, либо по отдельной классификации             |
| 18 | Не финишировал, но попал в финальную классификацию                 |
| Сход | Не финишировал                                                     |
| НКВ | Не прошёл квалификацию                                             |
| НПКВ | Не прошёл предквалификацию                                         |
| ДСК | Дисквалифицирован                                                  |
| ИСК | Исключён из протокола соревнований                                 |
| ТТ | Заявлен для участия только в тренировках                           |
| НС | Участвовал в квалификации, но не стартовал в гонке                 |
| Т | Травмирован или болен                                              |
| ОТК | Отказ от участия                                                   |
| НТР | Прибыл на соревнования, но на трассу не выезжал                    |
| НПР | Был заявлен в числе участников, но не прибыл к началу соревнований |
| О | Соревнования отменены                                              |
| | Не участвовал                                                      |
| Поул-позиция |                                                                    |
| Быстрый круг |                                                                    |

### По годам
| Сезон | Серия                      | Класс              | Команда                  | Гонок | Побед | Поулов | Быстрых кругов | Подиумов | Очков | Позиция |
| ----- | -------------------------- | ------------------ | ------------------------ | ----- | ----- | ------ | -------------- | -------- | ----- | ------- |
| 2012  | Lada Granta Cup            |                    |                          | 1     | н/д   | 0      | 0              | 0        |       | 5       |
| 2013  | European Touring Car Cup   | Single Make Trophy | SMP Racing Russian Bears | 10    | 0     | 1      | 0              | 3        | 38    | 6       |
| 2013  | Blancpain Endurance Series | GT3 Pro-Am Cup     | SMP Racing               | 1     | 0     | 0      | 0              | 0        | 35    | 12      |
| 2013  | ELMS                       | GTC                | SMP Racing               | 1     | 0     | 1      | 0              | 0        | 11    | 12      |
| 2014  | ELMS                       | GTC                | SMP Racing               | 5     | 1     | 0      | 0              | 5        | 94    | 1       |
| 2014  | FIA WEC                    | LMP2               | SMP Racing               | 8     | 1     | 0      | 0              | 2        | 110   | 4       |
| 2014  | 24 часа Ле-Мана            | LMP2               | SMP Racing               | 1     | 0     | 0      | 0              | 0        |       | 12      |

#### ELMS
| Сезон | Команда    | Класс | 1     | 2     | 3     | 4     | 5     | Очки | Поз. |
| ----- | ---------- | ----- | ----- | ----- | ----- | ----- | ----- | ---- | ---- |
| 2013  | SMP Racing | GTC   | SIL   | IMO   | RBR   | HUN   | PAR 5 | 11   | 12-й |
| 2014  | SMP Racing | GTC   | SIL 2 | IMO 2 | RBR 2 | PAR 1 | EST 3 | 94   | 1-й  |
| 2015  | AF Corse   | LMP2  | SIL 8 | IMO 8 | RBR 3 | PAR   | EST   | 23   | 12-й |

#### FIA WEC
| Сезон | Команда    | Класс | 1      | 2     | 3     | 4      | 5     | 6     | 7     | 8      | Очки | Поз. |
| ----- | ---------- | ----- | ------ | ----- | ----- | ------ | ----- | ----- | ----- | ------ | ---- | ---- |
| 2014  | SMP Racing | LMP2  | SIL НФ | SPA 4 | LMS 1 | COA НФ | FUJ 5 | SHA 4 | BHR 2 | SÃO НК | 110  | 4-й  |

#### 24 часа Ле-Мана
| Год  | Класс | №  | Шины | Команда    | Напарники                    | Машина              | Круги | ОП | КП |
| ---- | ----- | -- | ---- | ---------- | ---------------------------- | ------------------- | ----- | -- | -- |
| 2014 | LMP2  | 27 | M    | SMP Racing | Сергей Злобин Мика Сало      | Oreca 03R           | 303   | 37 | 12 |
| 2015 | LMP2  | 37 | M    | SMP Racing | Михаил Алёшин Кирилл Ладыгин | BR Engineering BR01 | 322   | 33 | 13 |